# 藍洞 (馬耳他)

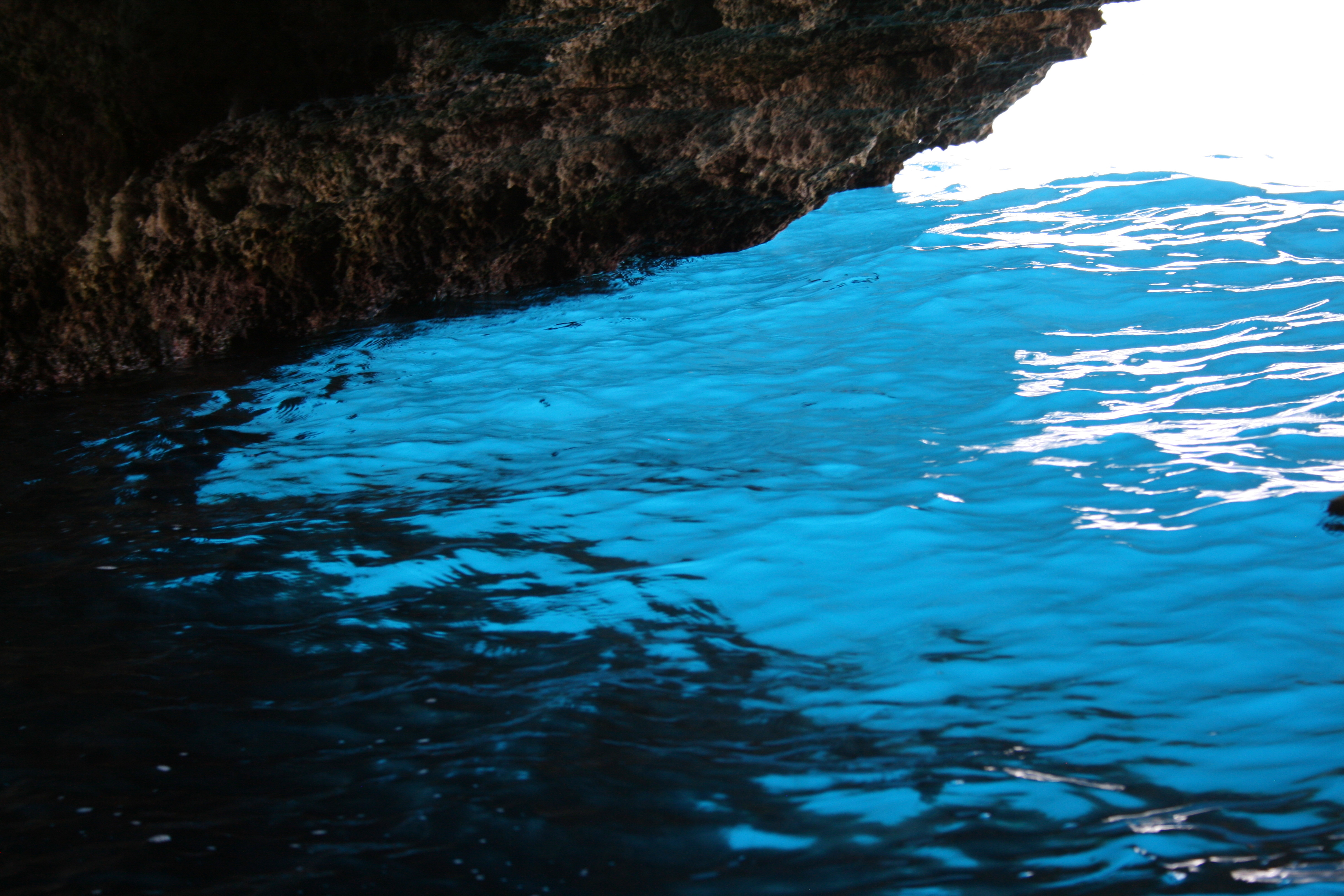
藍洞

藍洞是位於馬耳他南海岸的一個洞窟。隨著日光照射角度的變化，藍洞內的海水也呈現出不同的顏色。藍洞現在是馬耳他熱門的景點，也是一個潛水和攀岩勝地。

## 外部連結
- 【馬爾他】藍洞 Blue Grotto · 海浪沖刷而成的寶石藍天然海蝕洞（页面存档备份，存于）